# Rutendo Tavengerwei
Rutendo Tavengerwei é uma escritora zimbabuense.
Aos 18 anos, mudou-se para a África do Sul, onde estudou Direito. Especializou-se em comércio internacional. Após o mestrado na Universidade de Berna, foi trabalhar na Organização Mundial do Comércio, em Genebra.
Estreou na literatura em 2018, com o romance Hope is our Only Wing. Nele, a autora fala sobre a amizade entre duas adolescentes durante a crise política e econômica no Zimbabwe após as eleições de 2008.

## Obras
- 2018 - Hope is our Only Wing (Hot Key Books) - No Brasil: Esperança para voar (Kapulana).